# 브라이언 마이로우
브라이언 마이로우(1976년 9월 4일 ~ )는 롯데 자이언츠에서 뛰었던 미국의 전 야구 선수다.

## 선수 경력

### KBO 리그 시절
2006년 시즌을 앞두고 롯데 자이언츠에 입단하였다. 2006년 시즌 초반에는 활약했으나 이후 부진하여 시즌 중반 퇴출되었다.

## 출신 학교
- 벌레슨고등학교
- 힐 칼리지
- 루이지애나공과대학교

## 같이 보기
- 2006년 롯데 자이언츠 시즌